# Medlerana bukobaenensis
Medlerana bukobaenensis is een vlinder uit de familie uilen (Noctuidae). De wetenschappelijke naam van deze soort is voor het eerst geldig gepubliceerd in 1973 door B. Laporte.
De soort komt voor in tropisch Afrika. Het holotype is afkomstig uit Bukoba (Tanzania).